# René-Antoine Ferchault de Réaumur
René-Antoine Ferchault de Réaumur ((født 28. februar 1683, La Rochelle, død 17. oktober 1757) Saint-Julien-du-Terroux) var en fransk pioner indenfor naturvidenskaben. Hans navn er især kendt ved hans 80-delte termometerskala, Reaumur-skalaen (På dansk stavet uden accent).
Réaumur begyndte med at studere jura, men vendte sig snart til matematik og naturvidenskab, og knap 20 år gammel udgav han sine første matematiske arbejder, der vidnede om stor evner.
1708 blev han på basis af en matematisk afhandling valgt til medlem af Videnskabernes Selskab i Paris. Hans formue satte ham i stand til at anvende hele sin tid på videnskabeligt arbejde, og han strakte sig over mange forskellige områder, hvilket dog mindskede dybden i hans studier.
Han skrev (1734-1742) Insekternes Naturhistorie i seks bind (Mémoires pour servir à l'histoire des insectes). Han studerede termometri, varmeledning og
kuldeblandinger, dannelsen af fiskeskæl og perler,
fremstilling af porcelæn og jern.